# Marmorne gore
Marmorne gore (vietnamsko Ngũ Hành Sơn; dobesedno »gore petih elementov«) so skupek petih marmornatih in apnenčastih gričev v okrožju Ngũ Hành Sơn, južno od mesta Đà Nẵng v Vietnamu. Pet gora je poimenovanih po petih elementih: Kim (kovina), Thuy (voda), Moc (les), Hoa (ogenj) in Tho (zemlja).
Vse gore imajo vhode v jame in številne predore, možno pa se je povzpeti tudi na vrh gore Thuy. V gorah je tudi več budističnih svetišč, zaradi česar je to turistična destinacija.
Območje je znano po izdelovanju kamnitih skulptur in kamnoseški obrti. Neposredno pridobivanje kamnin iz gora je bilo nedavno prepovedano. Materiali se zdaj prevažajo iz kamnolomov v provinci Quảng Nam.
Marmorne gore je Ministrstvo za kulturo, šport in turizem 20. januarja 2019 uradno podelilo certifikat National Special Relic.

## Vietnamska vojna
Gore so bile med vietnamsko vojno zelo blizu ameriškemu obratu Marble Mountain Air Facility. Po besedah Williama Broylesa Jr. je bila v Marmornih gorah bolnišnica za Vietcong, verjetno v dosegu ameriškega letališča in Da Nang Beach (ki je mejila na letališče na nasprotni strani gora). Opisuje sovražnika, ki je bil tako »prepričan o naši nevednosti [...], da je svojo bolnišnico skril na očeh«.

## Budistične in hinduistične jame
Marmorne gore so dom številnih budističnih in hindujskih jamskih svetišč. Stopnišče s 156 stopnicami vodi do vrha Thuy Son, edine Marmorne gore, ki je dostopna obiskovalcem. Omogoča širok panoramski pogled na okolico in druge marmorne gore. Obstajajo številne jame, vključno s Huyen Khong in Tang Chon, ter številna hinduistična in budistična svetišča, templji Tam Thai, Tu Tam in Linh Ung ter pagoda Pho Dong. V svetiščih so kipi in reliefne upodobitve verskih prizorov, izklesani iz marmorja.
- Jama in njeni majhni jamski-templji leta 1860. Litografija Émila Theronda.
- Zmaj iz mozaika, ki krasi steber v Thuy Son, v Marmornih gorah
- Budistična jama Huyen Khong, vklesana v Marmorne gore
- Vishnu na Garudi, skulptura Champa, najdena v Ngu Hanh Son